# Дискография YoungBoy Never Broke Again
Дискография американского рэпера YoungBoy Never Broke Again (также известного как NBA YoungBoy) состоит из трёх студийных альбомов, одного сборника, шестнадцати микстейпов, двух совместных микстейпов, трёх мини-альбомов, одиннадцати синглов (в том числе трёх в качестве приглашённого исполнителя) и двух промосинглов.

## Альбомы

### Студийные альбомы
| Название                 | Детали                                                                                                   | Высшая позиция в чартах | Высшая позиция в чартах | Высшая позиция в чартах | Сертификации       |
| Название                 | Детали                                                                                                   | US                      | US R&B/HH               | CAN                     | Сертификации       |
| ------------------------ | --- | ----------------------- | ----------------------- | ----------------------- | ------------------ |
| Until Death Call My Name | - Релиз: 27 апреля 2018 (США) - Лейбл: Never Broke Again, Atlantic - Формат: Цифровая загрузка           | 7                       | 5                       | 38                      | - RIAA: платиновый |
| Top                      | - Выпущен: 11 сентября 2020 - Лейблы: Never Broke Again, Atlantic - Форматы: Цифровая загрузка, стриминг | 1                       | 1                       | 1                       | - RIAA: платиновый |
| Sincerely, Kentrell      | - Выпущен: 24 сентября 2021 - Лейблы: Never Broke Again, Atlantic - Форматы: Цифровая загрузка, стриминг | 1                       | 1                       | 1                       |                    |

### Сборники
| Название                                  | Детали                                                                           | Высшая позиция в чартах | Высшая позиция в чартах | Высшая позиция в чартах | Сертификации    |
| Название                                  | Детали                                                                           | US                      | US R&B/HH               | CAN                     | Сертификации    |
| ----------------------------------------- | -------------------------------------------------------------------------------- | ----------------------- | ----------------------- | ----------------------- | --------------- |
| 4Respect 4Freedom 4Loyalty 4WhatImportant | - Релиз: 14 сентября 2018 - Лейбл: Never Broke Again - Формат: Цифровая загрузка | 14                      | 10                      | 89                      | - RIAA: золотой |

### Микстейпы
| Название                                                                                 | Детали | Высшая позиция в чартах | Высшая позиция в чартах | Высшая позиция в чартах | Высшая позиция в чартах | Сертификации       |
| Название                                                                                 | Детали | US                      | US R&B/HH               | CAN                     | UK                      | Сертификации       |
| ---------------------------------------------------------------------------------------- | --- | ----------------------- | ----------------------- | ----------------------- | ----------------------- | ------------------ |
| Life Before Fame                                                                         | - Релиз: 10 апреля 2015 - Лейбл: Never Broke Again, 101 Distribution - Формат: Цифровая загрузка            | —                       | —                       | —                       | —                       |                    |
| Mind of a Menace                                                                         | - Релиз: 1 декабря 2015 - Лейбл: Never Broke Again, 101 Distribution - Формат: Цифровая загрузка            | —                       | —                       | —                       | —                       |                    |
| Mind of a Menace 2                                                                       | - Релиз: 1 апреля 2016 - Лейбл: Never Broke Again, 101 Distribution - Формат: Цифровая загрузка             | —                       | —                       | —                       | —                       |                    |
| Before I Go                                                                              | - Релиз: 27 июня 2016 - Лейбл: Never Broke Again, 101 Distribution - Формат: Цифровая загрузка              | —                       | —                       | —                       | —                       |                    |
| 38 Baby                                                                                  | - Релиз: 27 октября 2016 - Лейбл: Never Broke Again, 101 Distribution - Формат: Цифровая загрузка, стриминг | —                       | —                       | —                       | —                       |                    |
| Mind of a Menace 3                                                                       | - Релиз: 4 ноября 2016 - Лейбл: Never Broke Again, 101 Distribution - Формат: Цифровая загрузка             | —                       | —                       | —                       | —                       |                    |
| Before I Go: Reloaded                                                                    | - Релиз: 16 декабря 2016 - Лейбл: Never Broke Again, 101 Distribution - Формат: Цифровая загрузка, стриминг | —                       | —                       | —                       | —                       |                    |
| Mind of a Menace 3: Reloaded                                                             | - Релиз: 13 апреля 2017 - Лейбл: Never Broke Again, 101 Distribution - Формат: Цифровая загрузка, стриминг  | —                       | —                       | —                       | —                       |                    |
| A.I. YoungBoy                                                                            | - Релиз: 4 августа 2017 - Лейбл: Never Broke Again, Atlantic - Формат: Цифровая загрузка, стриминг          | 24                      | 17                      | —                       | —                       | - RIAA: платиновый |
| Ain't Too Long                                                                           | - Релиз: 7 октября 2017 - Лейбл: Never Broke Again, Atlantic - Формат: Цифровая загрузка, стриминг          | 173                     | —                       | —                       | —                       |                    |
| Master the Day of Judgement                                                              | - Релиз: 19 мая 2018 - Лейбл: Never Broke Again, Atlantic - Формат: Цифровая загрузка                       | 139                     | —                       | —                       | —                       |                    |
| Decided                                                                                  | - Релиз: 7 сентября 2018 - Лейбл: Never Broke Again - Формат: Цифровая загрузка                             | 41                      | 23                      | —                       | —                       |                    |
| Realer                                                                                   | - Релиз: 20 декабря 2018 - Лейбл: Never Broke Again, Atlantic - Формат: Цифровая загрузка, стриминг         | 15                      | 11                      | —                       | —                       | - RIAA: платиновый |
| AI YoungBoy 2                                                                            | - Релиз: 11 октября 2019 - Лейбл: Never Broke Again, Atlantic - Формат: Цифровая загрузка, стриминг         | 1                       | 1                       | 11                      | 84                      | - RIAA: платиновый |
| Still Flexin, Still Steppin                                                              | - Релиз: 21 февраля 2020 - Лейбл: Never Broke Again - Формат: Цифровая загрузка, стриминг                   | 2                       | 1                       | 21                      | 83                      |                    |
| 38 Baby 2                                                                                | - Релиз: 24 апреля 2020 - Лейбл: Never Broke Again - Формат: Цифровая загрузка, стриминг                    | 1                       | 1                       | 24                      | —                       |                    |
| «—» обозначает запись, которая не попала в чарт или не была выпущена на этой территории. | |                         |                         |                         |                         |                    |

### Совместные микстейпы
| Название                                                                                 | Детали | Высшая позиция в чартах | Высшая позиция в чартах |                     |
| Название                                                                                 | Детали | US                      | US R&B/HH               |                     |
| ---------------------------------------------------------------------------------------- | --- | ----------------------- | ----------------------- | ------------------- |
| Fed Baby's (совместно с Moneybagg Yo)                                                    | - Релиз: 16 ноября 2017 - Лейбл: Never Broke Again, Atlantic Collective Music Group, Bread Gang Entertainment, N-Less Entertainment, Interscope - Формат: Цифровая загрузка | 21                      | 9                       |                     |
| Kane & O-Dog (совместно с VL Deck)                                                       | - Релиз: 19 октября 2018 - Лейбл: Never Broke Again, Black Migo Gang - Формат: Цифровая загрузка, стриминг                                                                  | —                       | —                       |                     |
| From the Bayou (совместно с Birdman)                                                     | - Релиз: 10 декабря 2021 - Лейблы: Never Broke Again, Cash Money Records - Форматы: Цифровая загрузка, стриминг                                                             | Будет выпущен позже     | Будет выпущен позже     | Будет выпущен позже |
| «—» обозначает запись, которая не попала в чарт или не была выпущена на этой территории. | |                         |                         |                     |

## Мини-альбомы
| Название                                                                                 | Детали                                                                          | Высшая позиция в чартах | Высшая позиция в чартах |
| Название                                                                                 | Детали                                                                          | US                      | US R&B/HH               |
| ---------------------------------------------------------------------------------------- | ------------------------------------------------------------------------------- | ----------------------- | ----------------------- |
| 4Respect                                                                                 | - Релиз: 24 августа 2018 - Лейбл: Never Broke Again - Формат: Цифровая загрузка | 19                      | 12                      |
| 4Freedom                                                                                 | - Релиз: 30 августа 2018 - Лейбл: Never Broke Again - Формат: Цифровая загрузка | 100                     | —                       |
| 4Loyalty                                                                                 | - Релиз: 6 сентября 2018 - Лейбл: Never Broke Again - Формат: Цифровая загрузка | 97                      | —                       |
| «—» обозначает запись, которая не попала в чарт или не была выпущена на этой территории. |                                                                                 |                         |                         |

## Синглы

### В качестве ведущего исполнителя
| Название                                                                                 | Год  | Высшая позиция в чартах | Высшая позиция в чартах | Высшая позиция в чартах | Высшая позиция в чартах | Высшая позиция в чартах | Высшая позиция в чартах | Высшая позиция в чартах | Высшая позиция в чартах | Сертификации           | Альбом                   |
| Название                                                                                 | Год  | US                      | US R&B/HH               | US Rap                  | AUS                     | CAN                     | IRE                     | NZ                      | UK                      | Сертификации           | Альбом                   |
| ---------------------------------------------------------------------------------------- | ---- | ----------------------- | ----------------------- | ----------------------- | ----------------------- | ----------------------- | ----------------------- | ----------------------- | ----------------------- | ---------------------- | ------------------------ |
| «Untouchable»                                                                            | 2017 | 95                      | 39                      | —                       | —                       | —                       | —                       | —                       | —                       | - RIAA: 2 × платиновый | AI YoungBoy              |
| «No Smoke»                                                                               | 2017 | 61                      | 29                      | —                       | —                       | —                       | —                       | —                       | —                       | - RIAA: 3 × платиновый | AI YoungBoy              |
| «Outside Today»                                                                          | 2018 | 31                      | 18                      | 14                      | —                       | —                       | —                       | —                       | —                       | - RIAA: 2 × платиновый | Until Death Call My Name |
| «Diamond Teeth Samurai»                                                                  | 2018 | 59                      | 30                      | 25                      | —                       | —                       | —                       | —                       | —                       | - RIAA: золотой        | Until Death Call My Name |
| «Genie»                                                                                  | 2018 | —                       | —                       | —                       | —                       | —                       | —                       | —                       | —                       | - RIAA: платиновый     | Until Death Call My Name |
| «Self Control»                                                                           | 2019 | 50                      | 24                      | 19                      | —                       | —                       | —                       | —                       | —                       |                        | AI YoungBoy 2            |
| «Slime Mentality»                                                                        | 2019 | —                       | —                       | —                       | —                       | —                       | —                       | —                       | —                       |                        | AI YoungBoy 2            |
| «Bandit» (совместно с Juice WRLD)                                                        | 2019 | 10                      | 6                       | 4                       | 45                      | 11                      | 30                      | 40                      | 42                      | - RIAA: золотой        | Внеальбомный сингл       |
| «Dirty Iyanna»                                                                           | 2019 | 67                      | 28                      | 21                      | —                       | —                       | —                       | —                       | —                       |                        | Внеальбомный сингл       |
| «Make No Sense»                                                                          | 2020 | 57                      | 27                      | 22                      | —                       | —                       | —                       | —                       | —                       |                        | AI YoungBoy 2            |
| «One Shot» (при участии Lil Baby)                                                        | 2020 | 94                      | 43                      | —                       | —                       | —                       | —                       | —                       | —                       |                        | Road to Fast 9           |
| «Sticks with Me»                                                                         | 2020 | —                       | —                       | —                       | —                       | —                       | —                       | —                       | —                       |                        | Top                      |
| «All In»                                                                                 | 2020 | —                       | —                       | —                       | —                       | —                       | —                       | —                       | —                       |                        | Top                      |
| «Kacey Talk»                                                                             | 2020 | 58                      | 22                      | 21                      | —                       | —                       | —                       | —                       | —                       |                        | Top                      |
| «Murda Business»                                                                         | 2020 | —                       | —                       | —                       | —                       | —                       | —                       | —                       | —                       |                        | Top                      |
| «—» обозначает запись, которая не попала в чарт или не была выпущена на этой территории. |      |                         |                         |                         |                         |                         |                         |                         |                         |                        |                          |

### В качестве приглашённого исполнителя
| Название                                                                                 | Год  | Высшая позиция в чарте | Высшая позиция в чарте | Высшая позиция в чарте | Высшая позиция в чарте | Высшая позиция в чарте | Высшая позиция в чарте | Альбом        |
| Название                                                                                 | Год  | US                     | US R&B/HH              | US Rap                 | CAN                    | NZ Hot                 | UK                     | Альбом        |
| ---------------------------------------------------------------------------------------- | ---- | ---------------------- | ---------------------- | ---------------------- | ---------------------- | ---------------------- | ---------------------- | ------------- |
| «Richer Than Errybody» (Gucci Mane при участии YoungBoy Never Broke Again и DaBaby)      | 2019 | —                      | —                      | —                      | —                      | —                      | —                      | Woptober II   |
| «Need It» (Migos при участии YoungBoy Never Broke Again)                                 | 2020 | 62                     | 28                     | 25                     | —                      | 19                     | —                      | TBA           |
| «Trillionaire» (Фьючер при участии YoungBoy Never Broke Again)                           | 2020 | 34                     | 16                     | —                      | 69                     | —                      | 85                     | High Off Life |
| «—» обозначает запись, которая не попала в чарт или не была выпущена на этой территории. |      |                        |                        |                        |                        |                        |                        |               |

### Промосинглы
| Название                                                                                 | Год  | Высшая позиция в чартах | Высшая позиция в чартах | Сертификации       | Альбом                   |
| Название                                                                                 | Год  | US                      | US R&B/HH               | Сертификации       | Альбом                   |
| ---------------------------------------------------------------------------------------- | ---- | ----------------------- | ----------------------- | ------------------ | ------------------------ |
| «Solar Eclipse»                                                                          | 2018 | —                       | 46                      | - RIAA: платиновый | Until Death Call My Name |
| «Right or Wrong» (при участии Фьючера)                                                   | 2018 | —                       | —                       |                    | Until Death Call My Name |
| «—» обозначает запись, которая не попала в чарт или не была выпущена на этой территории. |      |                         |                         |                    |                          |

## Другие песни в чартах
| Название                                                                                 | Год  | Высшая позиция в чартах | Высшая позиция в чартах | Высшая позиция в чартах | Высшая позиция в чартах | Сертификации       | Альбом                      |
| Название                                                                                 | Год  | US                      | US R&B/HH               | US Rap                  | CAN                     | Сертификации       | Альбом                      |
| ---------------------------------------------------------------------------------------- | ---- | ----------------------- | ----------------------- | ----------------------- | ----------------------- | ------------------ | --------------------------- |
| «Graffiti»                                                                               | 2017 | —                       | —                       | —                       | —                       | - RIAA: золотой    | AI YoungBoy                 |
| «Beast Mode» (A Boogie wit da Hoodie при участии PnB Rock и YoungBoy Never Broke Again)  | 2017 | 86                      | 38                      | —                       | —                       | - RIAA: золотой    | The Bigger Artist           |
| «NBA YoungBoat» (Lil Yachty при участии YoungBoy Never Broke Again)                      | 2018 | 63                      | 31                      | —                       | —                       |                    | Lil Boat 2                  |
| «Overdose»                                                                               | 2018 | 42                      | 22                      | 16                      | —                       | - RIAA: платиновый | Until Death Call My Name    |
| «Preach»                                                                                 | 2018 | 98                      | —                       | —                       | —                       | - RIAA: золотой    | Until Death Call My Name    |
| «We Poppin» (при участии Birdman)                                                        | 2018 | —                       | —                       | —                       | —                       | - RIAA: золотой    | Until Death Call My Name    |
| «I Am Who They Say I Am» (при участии Quando Rondo и Kevin Gates)                        | 2018 | 69                      | 24                      | 21                      | —                       | - RIAA: золотой    | 4Respect                    |
| «TTG» (при участии Kevin Gates)                                                          | 2018 | —                       | 45                      | —                       | —                       | - RIAA: золотой    | 4Respect                    |
| «Drawing Symbols»                                                                        | 2018 | —                       | —                       | —                       | —                       | - RIAA: золотой    | 4Freedom                    |
| «No Mentions»                                                                            | 2018 | —                       | —                       | —                       | —                       | - RIAA: золотой    | Decided                     |
| «Slime Belief»                                                                           | 2018 | —                       | 49                      | —                       | —                       | - RIAA: платиновый | Realer                      |
| «Survivor»                                                                               | 2018 | —                       | —                       | —                       | —                       |                    | Realer                      |
| «Valuable Pain»                                                                          | 2018 | 87                      | 40                      | —                       | —                       | - RIAA: платиновый | Realer                      |
| «Carter Son»                                                                             | 2019 | 62                      | 32                      | —                       | —                       |                    | AI YoungBoy 2               |
| «Time I’m On»                                                                            | 2019 | 79                      | 39                      | —                       | —                       |                    | AI YoungBoy 2               |
| «Hot Now»                                                                                | 2019 | 66                      | 34                      | —                       | —                       |                    | AI YoungBoy 2               |
| «Seeming Like It»                                                                        | 2019 | —                       | —                       | —                       | —                       |                    | AI YoungBoy 2               |
| «Rich as Hell»                                                                           | 2019 | 79                      | 38                      | —                       | —                       |                    | AI YoungBoy 2               |
| «Head Blown»                                                                             | 2019 | —                       | —                       | —                       | —                       |                    | AI YoungBoy 2               |
| «Ranada»                                                                                 | 2019 | —                       | —                       | —                       | —                       |                    | AI YoungBoy 2               |
| «Lonely Child»                                                                           | 2019 | 44                      | 22                      | 17                      | —                       |                    | AI YoungBoy 2               |
| «Gang Shit»                                                                              | 2019 | —                       | —                       | —                       | —                       |                    | AI YoungBoy 2               |
| «Rebel’s Kick It»                                                                        | 2019 | —                       | —                       | —                       | —                       |                    | AI YoungBoy 2               |
| «Outta Here Safe» (при участии Quando Rondo и NoCap)                                     | 2019 | —                       | —                       | —                       | —                       |                    | AI YoungBoy 2               |
| «In Control»                                                                             | 2019 | 73                      | 37                      | —                       | —                       |                    | AI YoungBoy 2               |
| «RIP Lil Phat»                                                                           | 2020 | 80                      | 38                      | —                       | —                       |                    | Still Flexin, Still Steppin |
| «Knocked Off»                                                                            | 2020 | 60                      | 29                      | 21                      | —                       |                    | Still Flexin, Still Steppin |
| «Lil Top»                                                                                | 2020 | 28                      | 14                      | 9                       | —                       |                    | Still Flexin, Still Steppin |
| «Red Eye»                                                                                | 2020 | 47                      | 21                      | 15                      | —                       |                    | Still Flexin, Still Steppin |
| «Fine by Time»                                                                           | 2020 | 58                      | 28                      | 20                      | —                       |                    | Still Flexin, Still Steppin |
| «Long RD»                                                                                | 2020 | 85                      | 40                      | —                       | —                       |                    | Still Flexin, Still Steppin |
| «Bat Man»                                                                                | 2020 | 89                      | 42                      | —                       | —                       |                    | Still Flexin, Still Steppin |
| «Bad Bad»                                                                                | 2020 | 59                      | 30                      | 22                      | —                       |                    | Still Flexin, Still Steppin |
| «Jump» (DaBaby при участии YoungBoy Never Broke Again)                                   | 2020 | 17                      | 9                       | 6                       | 62                      |                    | Blame It on Baby            |
| «Ain’t Easy»                                                                             | 2020 | 83                      | 37                      | —                       | —                       |                    | 38 Baby 2                   |
| «Diamonds»                                                                               | 2020 | 86                      | 39                      | —                       | —                       |                    | 38 Baby 2                   |
| «Bout My Business» (при участии Шелхонды Голден)                                         | 2020 | 90                      | 42                      | —                       | —                       |                    | 38 Baby 2                   |
| «Rough Ryder»                                                                            | 2020 | 92                      | 44                      | —                       | —                       |                    | 38 Baby 2                   |
| «Thug of Spades» (при участии DaBaby)                                                    | 2020 | 99                      | 49                      | —                       | —                       |                    | 38 Baby 2                   |
| «Trillionaire» (Фьючер при участии YoungBoy Never Broke Again)                           | 2020 | 34                      | 16                      | 14                      | 69                      |                    | High Off Life               |
| «—» обозначает запись, которая не попала в чарт или не была выпущена на этой территории. |      |                         |                         |                         |                         |                    |                             |

## Гостевое участие
| Название             | Год  | Другие исполнители               | Альбом                 |
| -------------------- | ---- | -------------------------------- | ---------------------- |
| «My Side»            | 2017 | Lil Durk                         | н/д                    |
| «Doin Bad»           | 2017 | OMB Peezy                        | н/д                    |
| «Beast Mode»         | 2017 | A Boogie wit da Hoodie, PnB Rock | The Bigger Artist      |
| «Ride»               | 2018 | Birdman                          | Before Anythang        |
| «NBAYOUNGBOAT»       | 2018 | Lil Yachty                       | Lil Boat 2             |
| «Elevate & Motivate» | 2018 | Trippie Redd, Nel-Denarro        | A Love Letter to You 3 |
| «666»                | 2018 | YG                               | Stay Dangerous         |
| «Can’t Go Back»      | 2018 | SOB X RBE                        | GANGIN II              |
| «Cold Shoulder»      | 2018 | Gucci Mane                       | Evil Genius            |
| «For Keeps»          | 2019 | Rich The Kid                     | The World Is Yours 2   |
| «Fireman»            | 2019 | Chief Keef                       | Almighty So 2          |
| «Cap Talk»           | 2019 | Birdman                          | н/д                    |
| «Hot Boy»            | 2019 | BBG Baby Joe, Birdman, 9lokkNine | B4 Its All Said & Done |
| «Hate Me»            | 2019 | Trippie Redd                     | A Love Letter to You 4 |
| «Jump»               | 2020 | DaBaby                           | Blame It on Baby       |
| «Trillionaire»       | 2020 | Фьючер                           | High Off Life          |

### Комментарии
1. ↑  «Genie» не вошёл в чарт Billboard Hot 100, но достиг высшей позиции под номером 15 в чарте Bubbling Under Hot 100 Singles[30].
2. ↑  «Slime Mentality» не вошёл в чарт Billboard Hot 100, но достиг высшей позиции под номером один в чарте Bubbling Under Hot 100 Singles[30].
3. ↑  «Graffiti» не вошёл в чарт Billboard Hot R&B/Hip-Hop Songs, но достиг высшей позиции под номером 10 в чарте Bubbling Under R&B/Hip-Hop Singles.[38]
4. ↑  «Preach» не вошёл в чарт Billboard Hot R&B/Hip-Hop Songs, но достиг высшей позиции под номером один в чарте Bubbling Under R&B/Hip-Hop Singles.[38]
5. ↑  «We Poppin» не вошёл в чарт Billboard Hot 100, но достиг высшей позиции под номером 10 в чарте Bubbling Under Hot 100 Singles.[30]
6. ↑  «TTG» не вошёл в чарт Billboard Hot 100, но достиг высшей позиции под номером три в чарте Bubbling Under Hot 100 Singles.[30]
7. ↑  «Drawing Symbols» не вошёл в чарт Billboard Hot 100, но достиг высшей позиции под номером два в чарте Bubbling Under Hot 100 Singles.[30]
8. ↑  «No Mentions» не вошёл в чарт Billboard Hot 100, но достиг высшей позиции под номером 18 в чарте Bubbling Under Hot 100 Singles.[30]
9. ↑  «Slime Belief» не вошёл в чарт Billboard Hot 100, но достиг высшей позиции под номером два в чарте Bubbling Under Hot 100 Singles.[30]
10. ↑  «Survivor» не вошёл в чарт Billboard Hot 100, но достиг высшей позиции под номером 19 в чарте Bubbling Under Hot 100 Singles.[30]
11. ↑  «Seeming Like It» не вошёл в чарт Billboard Hot 100, но достиг высшей позиции под номером 15 в чарте Bubbling Under Hot 100.[30]
12. ↑  «Head Blown» не вошёл в чарт Billboard Hot 100, но достиг высшей позиции под номером 17 в чарте Bubbling Under Hot 100.[30]
13. ↑  «Ranada» не вошёл в чарт Billboard Hot 100, но достиг высшей позиции под номером четыре в чарте Bubbling Under Hot 100.[30]
14. ↑  «Gang Shit» не вошёл в чарт Billboard Hot 100, но достиг высшей позиции под номером 16 в чарте Bubbling Under Hot 100.[30]
15. ↑  «Rebel’s Kick It» не вошёл в чарт Billboard Hot 100, но достиг высшей позиции под номером 11 в чарте Bubbling Under Hot 100.[30]
16. ↑  «Outta Here Safe» не вошёл в чарт Billboard Hot 100, но достиг высшей позиции под номером 23 в чарте Bubbling Under Hot 100.[30]